# Hieracium chaboissaei
Hieracium chaboissaei es una especie de planta con flor del género Hieracium, de la familia Asteraceae, orden Asterales. Es una planta perenne y crece principalmente en el bioma templado, especialmente los Alpes.

## Distribución
Hieracium chaboissaei se distribuye por Francia.

## Taxonomía
Fue descrita científicamente por Arv.-Touv. Fue publicada en Monogr. Pilosella & Hieracium, Addit.: 11 (1879).
El género se divide en los siguientes subespecies:
- H. c. adenophanum[5]
- H. c. chaboissaei
- H. c. subsecundum